# Ugrešskaja (stanice Moskevského centrálního okruhu)
Ugrešskaja (rusky Угрешская) je stanice na Moskevském centrálním okruhu. Je pojmenována podle blízké ulice. Stejné jméno nosí i přiléhlá železniční stanice pro nákladní dopravu.

## Charakter stanice
Stanice Ugrešskaja se nachází ve čtvrti Pečatniki jihozápadně od křížení Třetího dopravního okruhu a Volgogradského prospektu (Волгоградский проспект).
Na této stanici funguje jedno ostrovní nástupiště. Nadzemní vestibul, jenž je laděn do bílé a červené barvy, je přístupný z nadchodu nad tratí i Třetím dopravním okruhu. Tento nadchod ústí směrem k Ugrešské ulici na jedné straně a Druhé ulici mašinostrojenija (2-я улица Машиностроения).  Jedná se o čtvrtou nejméně vytíženou stanice na Moskevském centrálním okruhu, v roce 2017 ji průměrně využilo 4 tisíce lidí denně.
Z této stanice je možné bezplatně přestoupit na 900 metrů vzdálenou stanici metra Volgogradskij prospekt na Tagansko-Krasnopresněnské lince. Dostupné jsou i další druhy městské dopravy - autobusy, trolejbusy a tramvaje. K účelu lépe propojit stanici s těmito druhy dopravy se plánuje postavit dopravně přestupní uzel. 